# Haploposthia brunea
Haploposthia brunea är en plattmaskart som beskrevs av An der Lan 1936. Haploposthia brunea ingår i släktet Haploposthia och familjen Haploposthiidae.
Artens utbredningsområde är Norra Ishavet. Inga underarter finns listade i Catalogue of Life.